# Gasselterboerveen
Gasselterboerveen (53° 00′ N, 6° 51′ L) é uma cidade dos Países Baixos, na província de Drente. Gasselterboerveen pertence ao município de Aa en Hunze, e está situada a 19 km, a leste de Assen.
A área de Gasselterboerveen, que também inclui as partes periféricas da cidade, bem como a zona rural circundante, tem uma população estimada em 50 habitantes.